# Подлаткі-Малі
Подлаткі-Малі (пол. Podłatki Małe) — село в Польщі, у гміні Колаки-Косьцельні Замбровського повіту Підляського воєводства.
Населення — 60 осіб (2011).
У 1975-1998 роках село належало до Ломжинського воєводства.

## Демографія
Демографічна структура станом на 31 березня 2011 року:
|          | Загалом | Допрацездатний вік | Працездатний вік | Постпрацездатний вік |
| -------- | ------- | ------------------ | ---------------- | -------------------- |
| Чоловіки | 29      | 5                  | 17               | 7                    |
| Жінки    | 31      | 9                  | 15               | 7                    |
| Разом    | 60      | 14                 | 32               | 14                   |